# Championnats du monde de course en ligne de canoë-kayak de 1997
Navigation
Édition précédente Édition suivante
Les vingt-huitièmes championnats du monde de course en ligne de canoë-kayak se sont déroulés à Dartmouth (Canada) en 1997.

## Podiums

### Hommes

#### Canoë
| Epreuve    | Or                                                                                 | Temps | Argent                                                                           | Temps | Bronze                                                                          | Temps |
| C-1 200 m  | Béla Belicza (HUN)                                                                 |       | Martin Doktor (CZE)                                                              |       | Mikhail Slivinskiy (UKR)                                                        |       |
| C-1 500 m  | Martin Doktor (CZE)                                                                |       | Béla Belicza (HUN)                                                               |       | Mikhail Slivinskiy (UKR)                                                        |       |
| C-1 1000 m | Andreas Dittmer (GER)                                                              |       | Martin Doktor (CZE)                                                              |       | Béla Belicza (HUN)                                                              |       |
| C-2 200 m  | Allemagne Thomas Zereske Christian Gille                                           |       | Russie Pavel Konovalov Vladimir Ladocha                                          |       | Tchéquie Petr Fuksa Pavel Bednar                                                |       |
| C-2 500 m  | Hongrie György Kolonics Csaba Horváth                                              |       | Pologne Daniel Jedraszsko Pawel Bereszkiewicz                                    |       | Allemagne Thomas Zereske Christian Gille                                        |       |
| C-2 1000 m | Allemagne Gunar Kirchbach Matthias Röder                                           |       | Hongrie György Kolonics Csaba Horváth                                            |       | Royaume-Uni Andrew Train Stephen Train                                          |       |
| C-4 200 m  | Biélorussie Aleksandr Maseikov Andrey Beliayev Anatoliy Reneiskiy Vladimir Marinov |       | Hongrie György Kolonics Csaba Horváth Ervin Hoffmann Béla Belicza                |       | Tchéquie Petr Procházka Tomás Krivánek Roman Dittrich Waldemar Fibgir           |       |
| C-4 500 m  | Hongrie György Kolonics Csaba Horváth Csaba Hüttner László Szuszkó                 |       | Roumanie Marcel Glăvan Cosmin Pasca Antonel Borsan Florin Popescu                |       | Russie Sergey Chemenov Andrey Konovalov Vladislav Polzounov Aleksandr Kostoglod |       |
| C-4 1000 m | Roumanie Marcel Glăvan Cosmin Pasca Antonel Borsan Florin Popescu                  |       | Russie Konstantin Formichev Maxim Opalev Vladislav Polzounov Aleksandr Kostoglod |       | Pologne Daniel Jedraszsko Piotr Midloch Pawel Midloch Jens Lubrich              |       |

#### Kayak
| Epreuve    | Or                                                                      | Temps | Argent                                                                  | Temps | Bronze                                                                   | Temps |
| K-1 200 m  | Vince Fehérvári (HUN)                                                   |       | Grzegorz Kotowicz (POL)                                                 |       | Oleskey Slivinskiy (UKR)                                                 |       |
| K-1 500 m  | Botond Storcz (HUN)                                                     |       | Grzegorz Kotowicz (POL)                                                 |       | Antonio Rossi (ITA)                                                      |       |
| K-1 1000 m | Botond Storcz (HUN)                                                     |       | Beniamino Bonomi (ITA)                                                  |       | Knut Holmann (NOR)                                                       |       |
| K-2 200 m  | Hongrie Vince Fehérvári Róbert Hegedűs                                  |       | Italie Beniamino Bonomi Paolo Tommasini                                 |       | Suède Henrik Andersson Henrik Nilsson                                    |       |
| K-2 500 m  | Australie Andrew Trim Daniel Collins                                    |       | Italie Beniamino Bonomi Luca Negri                                      |       | Hongrie Krisztián Bártafai Gábor Horváth                                 |       |
| K-2 1000 m | Italie Antonio Rossi Luca Negri                                         |       | Danemark Jesper Staal Thomas Holm Jakobsen                              |       | Pologne Grzegorz Kotowicz Dariusz Bialkowski                             |       |
| K-4 200 m  | Russie Anatoliy Tishchenko Oleg Gorobiy Sergey Verlin Aleksandr Ivannik |       | Hongrie Vince Fehérvári Krisztián Bártafai Gábor Horváth Robert Hegedus |       | Allemagne Torsten Gutsche Mark Zabel Jan Günther Björn Bach              |       |
| K-4 500 m  | Hongrie Zoltán Kammerer Botond Storcz Akos Vereckei Robert Hegedus      |       | Allemagne Torsten Gutsche Mark Zabel Jan Günther Björn Bach             |       | Suède Henrik Andersson Nils-Erik Jonsson Andreas Svensson Henrik Nilsson |       |
| K-4 1000 m | Allemagne Torsten Gutsche Mark Zabel Björn Bach Stefan Ulm              |       | Hongrie Botond Storcz Zoltán Antal Gábor Szabó Márton Bauer             |       | Australie Ross Chaffer Brian Marton Peter Scott Adam Dean                |       |

### Femmes

#### Kayak
| Epreuve    | Or                                                                 | Temps | Argent                                                               | Temps | Bronze                                                                 | Temps |
| K-1 200 m  | Caroline Brunet (CAN)                                              |       | Josefa Idem (ITA)                                                    |       | Jacqui Mengler (AUS)                                                   |       |
| K-1 500 m  | Caroline Brunet (CAN)                                              |       | Josefa Idem (ITA)                                                    |       | Ursula Profanter (AUT)                                                 |       |
| K-1 1000 m | Caroline Brunet (CAN)                                              |       | Josefa Idem (ITA)                                                    |       | Ursula Profanter (AUT)                                                 |       |
| K-2 200 m  | Allemagne Birgit Fischer Anett Schuck                              |       | Pologne Isabella Dylewska Elzbieta Urbanzyk                          |       | Russie Natalya Gouilly Yelena Tissina                                  |       |
| K-2 500 m  | Allemagne Birgit Fischer Anett Schuck                              |       | Australie Anna Wood Katrin Borchert                                  |       | Espagne Beatriz Manchón Izaskun Aramburu                               |       |
| K-2 1000 m | Allemagne Birgit Fischer Marcela Bednar                            |       | Australie Anna Wood Katrin Borchert                                  |       | Pologne Isabella Dylewska Swiatowiak Urbancyzk                         |       |
| K-4 200 m  | Allemagne Birgit Fischer Anett Schuck Manuela Mucke Katrin Wagner  |       | Canada Karen Fumeaux Corrina Kennedy Rice Danica Marie-Josée Gilbeau |       | Suède Anna Karlsson Ingela Ericsson Maria Haglund Suzanne Rosenquist   |       |
| K-4 500 m  | Allemagne Birgit Fischer Anett Schuck Katrin Kiesler Katrin Wagner |       | Hongrie Kinga Dekany Szilvia Szabó Andrea Barocsi Katalin Kovács     |       | Espagne Beatriz Manchón Belen Sánchez Ana Marie Penas Izaskun Aramburu |       |

## Tableau des médailles
| Rang  | Nation      | Or | Argent | Bronze | Total |
| ----- | ----------- | -- | ------ | ------ | ----- |
| 1     | Allemagne   | 9  | 1      | 2      | 12    |
| 2     | Hongrie     | 8  | 6      | 2      | 16    |
| 3     | Canada      | 3  | 1      | 0      | 4     |
| 4     | Italie      | 1  | 6      | 1      | 8     |
| 5     | Australie   | 1  | 2      | 2      | 5     |
| 6     | Tchéquie    | 1  | 2      | 2      | 5     |
| 7     | Russie      | 1  | 2      | 2      | 5     |
| 8     | Roumanie    | 1  | 1      | 0      | 2     |
| 9     | Biélorussie | 1  | 0      | 0      | 1     |
| 10    | Pologne     | 0  | 4      | 3      | 7     |
| 11    | Danemark    | 0  | 1      | 0      | 1     |
| 12    | Suède       | 0  | 0      | 3      | 3     |
| 13    | Ukraine     | 0  | 0      | 3      | 3     |
| 14    | Autriche    | 0  | 0      | 2      | 2     |
| 15    | Espagne     | 0  | 0      | 2      | 2     |
| 16    | Norvège     | 0  | 0      | 1      | 1     |
| 17    | Royaume-Uni | 0  | 0      | 1      | 1     |
| Total | Total       | 26 | 26     | 26     | 78    |